# Barclays Arena
De Barclays Arena, voorheen bekend als Barclaycard Arena is een multifunctionele arena in de Duitse stad Hamburg. De arena werd geopend op 8 november 2002 als Color Line Arena en biedt ruimte aan maximaal 16.000 toeschouwers. Van 13 april 2010 tot 1 juli 2015 droeg de arena de naam O2 World Hamburg, naar de mobiele telefoonprovider. Sinds 1 juli 2015 is de arena een samenwerking met Barclaycard aangegaan, als gevolg hiervan heet de arena sindsdien de Barclaycard Arena.
De arena wordt meestal gebruikt voor handbal- en ijshockeywedstrijden en is de thuishaven van de Hamburg Freezers en HSV Hamburg.

## Evenementen
Enkele evenementen die plaatsvonden in de Barclaycard Arena:
- Wereldkampioenschap handbal mannen 2007
- Concert van Céline Dion op 20 november 2008 als onderdeel van de tournee Taking Chances World Tour.
- Concert van Tina Turner op 30 en 31 januari 2009 en 3 februari 2009 als onderdeel van de tournee Tina: Live in Concert Tour.
- Concert van Muse op 28 oktober 2009 als onderdeel van de tournee The Resistance Tour.
- Concert van Paul McCartney op 2 december 2009 als onderdeel van de tournee Good Evening Europe Tour.
- Concert van Sting op 19 oktober 2010 als onderdeel van de tournee Symphonicity Tour.
- Concert van Rihanna op 4 december 2011 als onderdeel van de tournee Loud Tour.
- Concert van Iron Maiden op 4 december 2011 als onderdeel van de tournee The Final Frontier World Tour en op 19 juni 2013 als onderdeel van de Maiden England World Tour.
- Concert van Deep Purple op 24 november 2012 als onderdeel van de tournee The Songs That Built Rock Tour.
- Concert van Muse op 15 december 2012 als onderdeel van de tournee The 2nd Law Tour.
- Wereldkampioenschap handbal vrouwen 2017
- World Cup of Darts 2019